# Manče
Manče so majhna strnjena vas in samostojna krajevna skupnost v Občini Vipava. Ležijo v Zgornji Vipavski dolini, med vasmi Podraga, Goče in Lože in geografsko predstavljajo prehod med Vipavsko dolino in Krasom, saj je cesta, ki pelje skozi Manče, glavna povezava med omenjenima pokrajinama. Kmetijstvo je zelo razširjeno, a predvsem kot dopolnilna dejavnost. Prebivalci so večinoma zaposleni v bljižnjih krajih Vipava in Ajdovščina. Razširjeno je vinogradništvo in kletarstvo, saj Manče ležijo v avtohtonem območju pridelave trt sorte zelen in pinela. Skozi vas poteka tudi Vipavska vinska cesta in vabi popotnike, da poskusijo domačo vinsko kapljico.
Nad vasjo stoji majhna cerkvica, posvečena svetemu Martinu, ki je bila zgrajena v devetdesetih letih dvajsetega stoletja. Sveta maša se v cerkvici obhaja dvakrat letno: ob prazniku svetega Martina (11. november) ter v mesecu juliju.

## Prebivalstvo
Etnična sestava 1991:
- Slovenci: 118 (96,7 %)
- Jugoslovani 3 (2,4 %)
- Neopredeljeni: 1